# Alchemilla pumila
Alchemilla pumila é uma espécie de rosácea do gênero Alchemilla, pertencente à família Rosaceae.